# Corinne Hofmann
Corinne Hofmann (ur. 4 czerwca 1960 w Frauenfeld) – szwajcarska pisarka, autorka bestsellerowej autobiograficznej powieści Biała Masajka, opisującej jej wspomnienia z pobytu w Kenii.
Jej ojciec był pochodzenia niemieckiego, matka natomiast była Francuzką. Gdy miała 21 lat, otworzyła w Biel/Bienne swój własny sklep odzieżowy. 
W 1986 wraz ze swoim narzeczonym pojechała na wycieczkę do Kenii. Tam poznała wojownika Samburu – Lketingę, który zauroczył ją do tego stopnia, iż zostawiła swojego narzeczonego, a po kilku miesiącach wróciła do Kenii z zamiarem pozostania tam na zawsze. Swoje doświadczenia opisuje w książce Biała Masajka.
Jej wspomnienia w samych Niemczech, Austrii i Szwajcarii sprzedały się w ponad 3 milionach egzemplarzy. Powieść została przetłumaczona na 23 języki, a w 2005 roku zekranizowana. W rolach głównych wystąpili Nina Hoss i Jacky Ido. 
Corinne Hofmann napisała także trzy inne książki, będące kontynuacją Białej Masajki - Żegnaj Afryko. Dalsze losy Białej Masajki, Moja wielka afrykańska miłość. Biała Masajka wraca do Barsaloi oraz Afryka, moja miłość.

## Literatura
- 1998: Biała Masajka
- 2003: Żegnaj Afryko. Dalsze losy Białej Masajki
- 2005: Moja wielka afrykańska miłość. Biała Masajka wraca do Barsaloi
- 2011: Afryka moja miłość
- 2015: Dziewczyna z szyją żyrafy